# Cartus
Antonio Carbonell Artús, que firmaba como Cartus, es un historietista español. 

## Biografía
Antonio Carbonell trabajó sobre todo para Valenciana, dejando en Pequeño Flecla su serie más popular.
Fue luego director artístico de Litografía Belkrom, en Murcia.

## Obra
| Años | Título                   | Guionista         | Tipo       | Publicación            |
| ---- | ------------------------ | ----------------- | ---------- | ---------------------- |
| 1951 | Óscar Pajuela            |                   | Serie      | S.O.S.                 |
| 1958 | El Sabio Palotes         |                   | Serie      | Jaimito                |
| 1958 | Pepe Pistolas            |                   | Serie      | Selecciones de Jaimito |
| 1959 | Bill                     |                   | Serie      | Jaimito                |
| 196- | Pequeño Flecha           |                   | Serie      | Pumby                  |
| 1960 | Aventuras de Dick Turpín | Alfonso Arizmendi | Monografía | Valenciana             |